# زوخول اوبا، خاچماز
زوخول اوبا (به ترکی آذربایجانی: Zuxuloba) یک منطقه مسکونی در جمهوری آذربایجان است که در شهرستان خاچماز و در دهیاری یالاما واقع شده است.